# Epiplema edentata
Epiplema edentata är en fjärilsart som beskrevs av George Francis Hampson. Epiplema edentata ingår i släktet Epiplema och familjen Uraniidae. Inga underarter finns listade i Catalogue of Life.